# Brady Tkachuk
Braeden Tkachuk (ur. 16 września 1999 w Scottsdale, Arizona) – amerykański hokeista grający na pozycji napastnika w drużynie Ottawa Senators w National Hockey League (NHL).

## Kariera
W juniorskiej lidze hokejowej United States Hockey League (USHL) przez dwa sezony reprezentował drużynę Programu Rozwoju Reprezentacji Narodowej USA. Następnie przez rok reprezentował drużynę Uniwersytetu Bostońskiego – Boston University Terriers, w rozgrywkach dywizji I NCAA Hockey East (HE). Grając dla Terriers jako debiutant, zdobył cztery gole i zaliczył dziesięć asyst w 19 meczach.

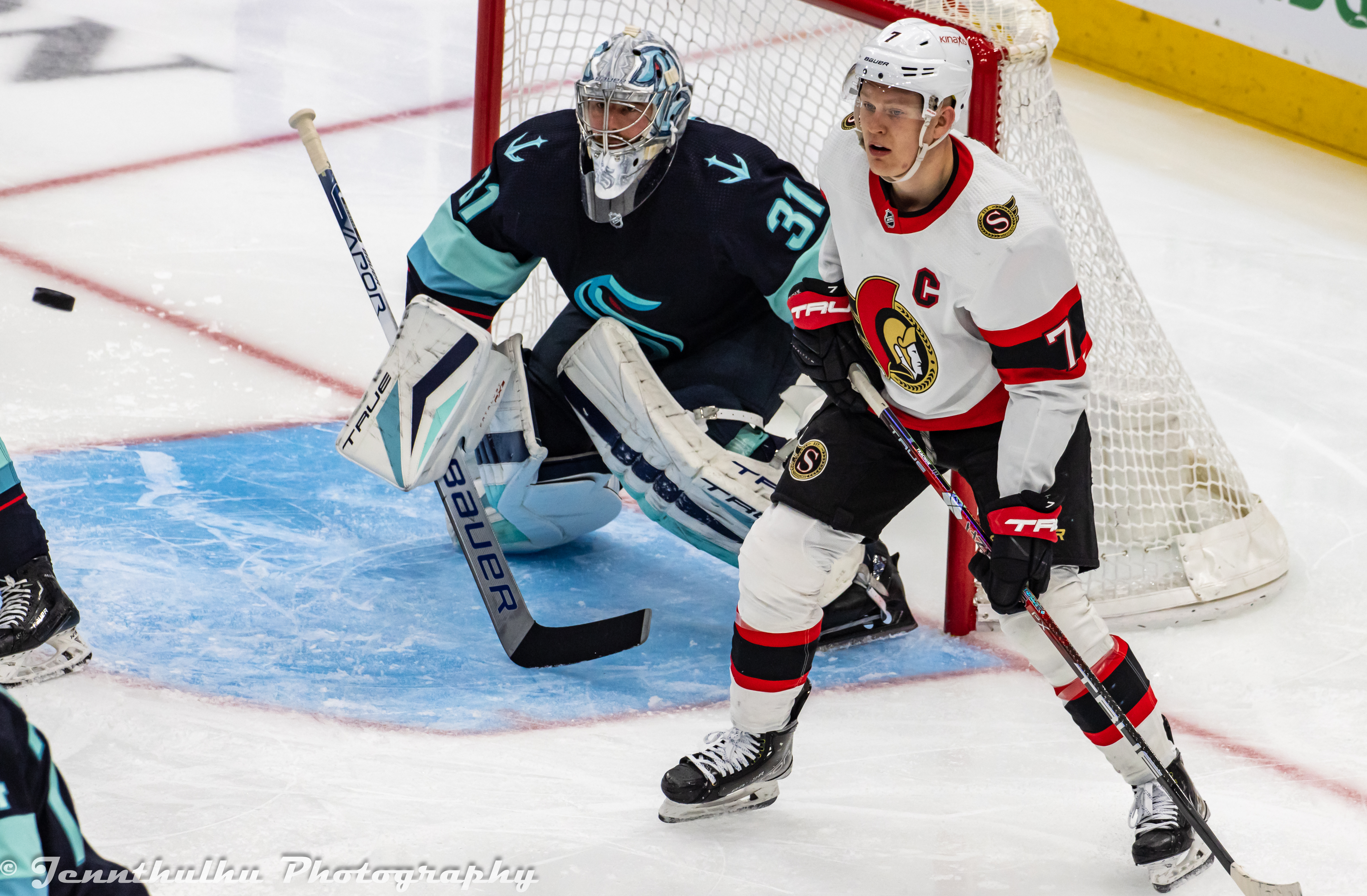
W barwach Ottawa Senators w sezonie 2022–23. W drużynie z Ottawy występuje nieprzerwanie od 7. sezonów

Po skończeniu wieku juniora – w sezonie 2017–18, podpisał 13 sierpnia 2018 roku 3-letni kontrakt z drużyną NHL – Ottawa Senators.
8 października 2018 roku zadebiutował w rozgrywkach NHL w przegranym 3:6 meczu Senators przeciwko Boston Bruins. Już w drugim spotkaniu rozegranym 10 października 2018 roku strzelił pierwsze dwie bramki w rozgrywkach w przegranym przez Senators meczu z Philadelphią Flyers. Wyprzedził pod tym względem swojego ojca i brata.
11 grudnia 2021 roku zdobył swojego pierwszego hat-tricka w wygranym 4:0 meczu Senators z Tampa Bay Lightning.
Znany z agresywnego stylu gry hokeista min. w sezonie 2022–23 w meczu z Detroit Red Wings, pod koniec drugiej tercji podjechał pod ławkę zawodników Red Wings i rzucił wyzwanie całemu zespołowi.

## Życie prywatne
Pochodzi ze sportowej rodziny. Ojciec Keith Tkachuk był reprezentantem Stanów Zjednoczonych, czterokrotnym olimpijczykiem oraz zawodnikiem m.in. Arizona Coyotes i St. Louis Blues. Jego starszy brat Matthew Tkachuk jest hokeistą innej drużyny NHL – Florida Panthers, a młodsza siostra Taryn Tkachuk byłą zawodniczką drużyny dywizji I NCAA Uniwersytetu Wirginii w hokeju na trawie.
W lipcu 2023 roku poślubił swoją wieloletnią dziewczynę Emmę Farinacci, która jest siostrą Johna Farinacciego, zawodnika drużyny NHL Boston Bruins.

## Statystyki

### Sezon zasadniczy i faza play-off
| 2015–16   | Program Rozwoju Reprezentacji Narodowej USA | USHL      | 32  | 4   | 4   | 8   | 36  | – | – | – | – | – |
| 2016–17   | Program Rozwoju Reprezentacji Narodowej USA | USHL      | 24  | 12  | 11  | 23  | 73  | – | – | – | – | – |
| 2017–18   | Boston University Terriers                  | HE        | 40  | 8   | 23  | 31  | 61  | – | – | – | – | – |
| 2018–19   | Ottawa Senators                             | NHL       | 71  | 22  | 23  | 45  | 75  | – | – | – | – | – |
| 2019–20   | Ottawa Senators                             | NHL       | 71  | 21  | 23  | 44  | 106 | – | – | – | – | – |
| 2020–21   | Ottawa Senators                             | NHL       | 56  | 17  | 19  | 36  | 69  | – | – | – | – | – |
| 2021–22   | Ottawa Senators                             | NHL       | 79  | 30  | 37  | 67  | 117 | – | – | – | – | – |
| 2022–23   | Ottawa Senators                             | NHL       | 82  | 35  | 48  | 83  | 126 | – | – | – | – | – |
| 2023–24   | Ottawa Senators                             | NHL       | 81  | 37  | 37  | 74  | 134 | – | – | – | – | – |
| 2024–25   | Ottawa Senators                             | NHL       | 72  | 29  | 26  | 55  | 123 | 6 | 4 | 3 | 7 | 6 |
| NHL razem | NHL razem                                   | NHL razem | 512 | 191 | 213 | 404 | 750 | 6 | 4 | 3 | 7 | 6 |

## Osiągnięcia i nagrody indywidualne
| Pierwszy skład debiutantów | 2019                   |
| Uczestnik meczu gwiazd     | 2020, 2022, 2023, 2024 |